# 알렉산더섬

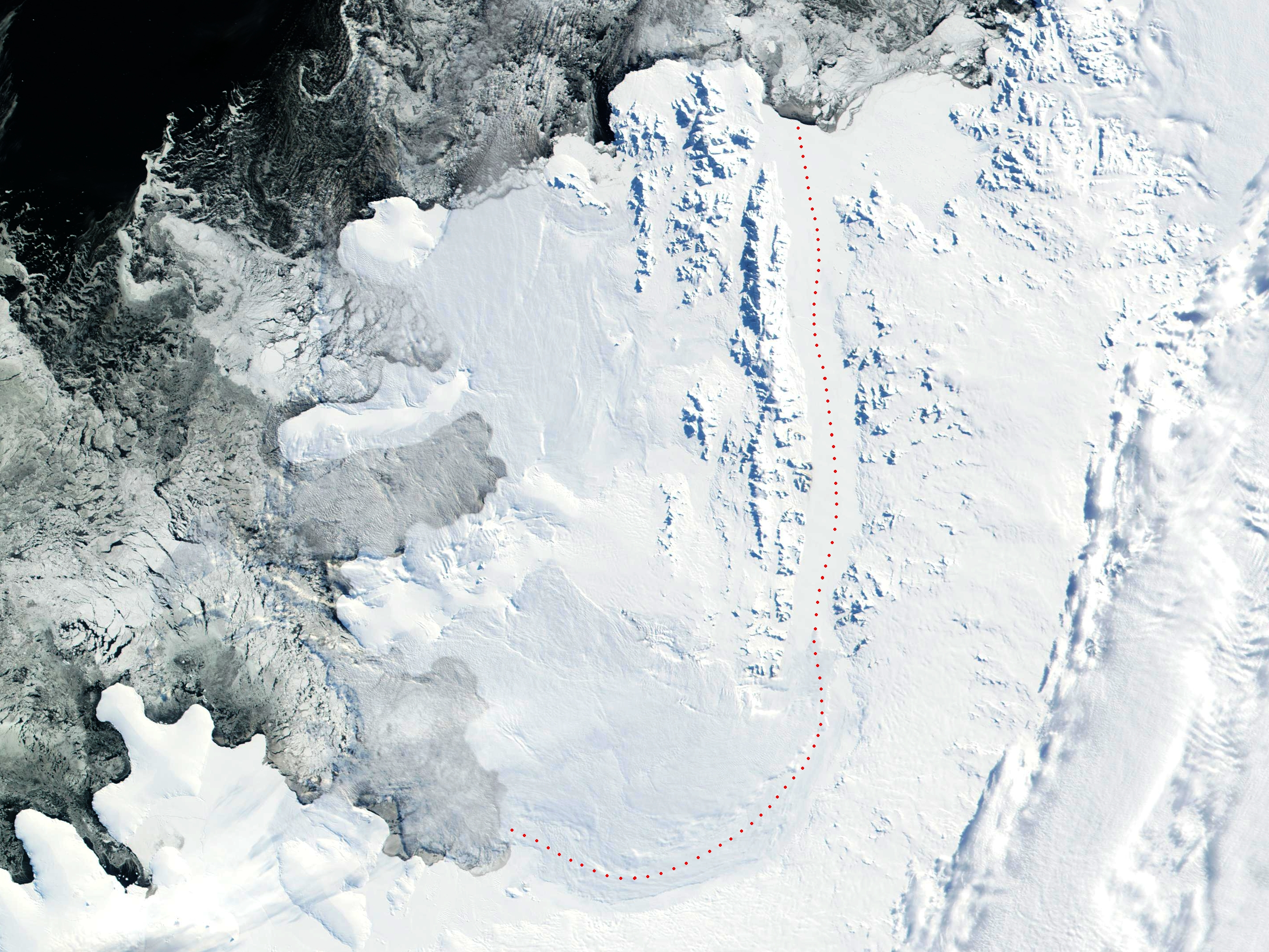
알렉산더 섬 (NASA 이미지)

알렉산더섬 또는 알렉산드로섬, 알렉산드르 1세 섬은 남극의 벨링스하우젠해에 있는 섬이다. 면적은 43,250 km2이다. 남극 반도에서 떨어져 있으나 붕빙으로 남극 본토와 연결되어 있다.
1821년 1월 28일, 러시아의 탐험가 파비안 고틀리에프 폰 벨링스하우젠이 발견했으며, 러시아의 알렉산드르 1세 황제를 기려 "알렉산드르 1세의 땅"이라고 이름붙였다. 1940년까지는 남극 대륙의 일부로 생각되었으나 미국의 핀 로네가 섬이라는 것을 밝혔다.
1950년대, 영국이 영국령 남극 지역의 일부로 관리하면서 기지를 세웠다. 지금은 기상 센터와 재보급 기지로 사용하고 있다. 이 섬은 영국과 아르헨티나, 칠레가 남극 조약 하에서 영유권을 주장하고 있다.

## 같이 보기
- 애들레이드섬
- 아르헨티나령 남극
- 영국령 남극 지역
- 칠레령 남극 지역
- 남극의 영유권 주장 목록